# 神さまのいない日曜日
『神さまのいない日曜日』（かみさまのいないにちようび）は、入江君人による日本のライトノベル。イラストは茨乃が担当している。2010年1月から2014年5月まで富士見ファンタジア文庫（富士見書房）より刊行された。略称は「神ない」「神日」など。第21回ファンタジア大賞大賞受賞作。

## 概要
入江君人のデビュー作。人間は死ねずに死者として蠢き、新たに人間の子供が生まれてくることもないという、終末的な世界観を持つファンタジー小説である。
主人公の少女アイは「墓守」という存在で、死者を埋葬することで死を与えることができる。第1巻ではアイが育った村の真実と向き合う物語、第2巻以降はアイの「世界を救う」という夢を叶えるための旅を介し、アイの心境の変化、苦悩、挫折、成長などが描かれる。作中世界では、心底から願った願いは「異能」として具現化し、異能者などによるバトル要素も描かれる。作者の入江は、第1巻の後書きにて「奇跡のようなものが書きたかった」と記している。
2013年5月からは角川文庫（角川書店）版も刊行されている。角川文庫版は表紙イラストをisuZuが担当している。
メディアミックスとして、『月刊ドラゴンエイジ』（富士見書房）の2010年11月号から2013年8月号まで肋兵器によるコミカライズ版が連載された。2010年12月19日にはマリン・エンタテインメントよりドラマCDが発売された。2013年7月から同年9月までテレビアニメが放送された。
最終巻である第9巻が刊行された2014年5月には、完結記念として富士見書房公式サイトに後日談「アイの丘」が2014年5月20日から同年6月20日まで期間限定で公開された。この短編は、電子書籍版の最終巻に所収されている。
2018年2月現在、『ファンタジアBeyond』にて全12話の外伝が公開されている。

## あらすじ
15年前を境に、人々が生まれなくなると同時に死者が生前と変わらず動き回るようになった世界。そこでアイは墓守──死者へ安らぎを与える職業──として村人たちの尊敬を集めていたが、ある日やって来た「人食い玩具」と名乗る者によって真相を知ることとなる。村人たちは全て死者であり、アイが彼らによって信じ込まされていた両親についてのことも、実は嘘だった。村人たちを弔った後、アイは破綻している世界を救おうと決心し、同じく墓守である傷持ちや人食い玩具を追ってきたユリーとともに旅へ出る。

## 登場人物
担当声優は、特記のない限りドラマCD版・テレビアニメ版同様のもの。

### 主要人物
アイ・アスティン
声 - 豊崎愛生
本作の主人公兼ヒロイン。谷間の村の墓守の少女。12歳。鮮やかな金髪で碧眼。第5巻にて13歳になる。
8歳の時に実の母・アルファを亡くし、その後は村人のヨーキとアンナに育てられる。使っているショベルはアルファの形見。
ハンプニー・ハンバートの襲撃により村が壊滅したため、否応なく世界の真実と向き合うことになる。
そのハンプニーが実の父であり、墓守と人間のハーフ。墓守特有の超身体能力を有するが、他の墓守が持つ死者を探知する能力はない。
精神面は年相応だが、「世界を救う」という壮大な夢を抱き「諦めるまで諦めない」と言い放つ程の強い意志を持つ。しかし、あまりに強すぎるその意志は狂気に近い危うさをも孕んでおり、ユリーや旅先の人々も度々苦言を呈している。
単純に生死の理を戻すだけでは救えない世界の現状も手伝い、アイの「世界を救う」夢は幾度も頓挫。第5巻ではアリスの願いに反して彼を救い、第6巻でチアノーゼを起こすまでに心が折れてしまう。自身を消し去ろうと夢みるアリスに、アイは信念の全て砕けさせつつも、アリスの夢を否定して生きることを訊いた。
第8巻でアリスとナインの対峙に割って入り、魔弾と化したアリスを命をかけて止めた。このため心臓がとまった状態若しくは動いていない状態のままになってしまい、本当の意味では生きていない状態となってしまう。これまでのルールを守るのであればアイも埋葬されるべきとされたが、周囲の予想と異なりアイがあっさりそれまでの信念を捨て生者であり続けるという選択をしたため杞憂に終わる。その後はアリスと共に楽しく旅に出かけることにした。
ディーなどに幾度となくアリスへの恋愛感情を示唆されたが、第9巻でアリス本人に言われるまでは自覚していなかった。
人食い玩具（ハンプニー・ハンバート）／キヅナ・アスティン
声 - 浪川大輔
不老不死の青年で、アルビノ体質で肌白く日光に弱い。本人の申告によれば32〜33歳。
死者の存在を容認せず、放浪しながら死者を悉く狩ることから「人食い玩具（ハンプニーハンバート）」と言う渾名がついた。恋人の女性ハナを探している。
ある村に通りかかった際、住民の死者から襲撃され自身のルールに則って壊滅させたことが物語の初まりとなる。
異能は「不老不死」。死亡しても死者となることなく、傷一つ無い状態で生き返る。ダメージを負ったり疲労した際でも、「一度死ぬことで健康な元の状態に戻る」という悪趣味な利用をしていた。このため基本的に敵対できる者がおらず、仮に追い詰められても自爆という方法で敵を葬った後で自分だけ傷一つ無い状態で生き返るという反則に近い勝ち方も可能であった。戦闘力そのものは一般人と大差がないため、条件である「一度死ぬことで健康な元の状態に戻る」を適用できない状態で捕らわれるとどうしようもないという弱点をもつ。長期間に渡り自身の弱点を突いてくる敵が存在しなかったため、自身が無敵である条件を満たす方法も自分自身の手で自分自身に発砲する以外は特に考えていなかったという問題点も存在する。さらに痛み自体は感じるため、命を落とさないレベルでの攻撃には弱い。
第1巻終盤（テレビアニメ版第3話）で「妻を亡くし、娘を泣かせ、友と墓守に看取られ、未練を残す」という願い通りの死を迎えたため、他の生者がそうであったように自身も死者として蘇る。ハンプニーは死者を容認せず自身も例外ではないが、そのルールを1日だけ曲げて「父」としてアイに接し、日の終わりに娘の手で埋葬された。
「人喰い玩具」は誤記で、「人食い玩具」が正しい。テレビアニメ版公式サイトでは2016年3月1日現在でも間違われている。
アルファ／ハナ・アスティン
声 - 後藤邑子（ドラマCD版） / 佐藤利奈（テレビアニメ版）
アイの実母。生前は豪胆な印象で村の人々からは墓守だったと聞かされていたが、実は感情を持っているなど「壊れた」墓守。容姿はアイを16歳に成長させたようなものだったとされる。
地獄のような現世の中でも、人々が希望を持てる場所として「天国」を造った張本人。ハナ自身はこれをあくまで己の仕事であるとし、アイにはアイの未来があるべきものと考えていた。
物語開始の4年前に死亡。「原初の墓守」とも言及されており、アイがスカーよりも上位の個体であることからアルファも特殊な存在だったことがうかがえるが、詳細は不明。
第4巻以降のアイの回想などではハナ・アスティンの姓名で記される。
ユリー・サクマ・ドミートリエビッチ（ユリー・サクマ・ドミトリエヴィヒ）
声 - 藤原啓治
ハンプニーの親友。「江東の虎」「ドミトリの息子」「猟兵」などの異名を持つらしい。妻を「殺した」ハンプニーに復讐する機会を伺っていた。
良識のある至って普通の生者。その「良識」が災いし、死者となった妻の懇願を受けて墓守から匿っていたが、6年前にハンプニーが妻を射殺し、遺体も灰にされてしまう。あくまで「復讐」と称してハンプニーを追っており不死の異能も否認していたが、実態は1か月前に娘のノエミを失ったことによる体の良い「自殺」であり、当のハンプニーからもほとんど相手にされていなかった。
ハンプニーの埋葬を見届けてからはアイやスカーと行動を共にし、様々な面で彼女たちをサポートしている。
アリスをかばったことでアイの心臓がとまった際は泣きついててでもアイを説得して彼女が埋葬されるのを防ごうと覚悟していたが、周囲の予想と異なりアイがあっさりそれまでの信念を捨て生者であり続けるという選択をしたため杞憂に終わる。
傷持ち（スカー）
声 - 能登麻美子
墓守の女性。右眉からまぶたにかかった傷を持つことから「傷持ち（スカー）」と通称され、当人もこう呼ばれることを好んでいる。ハンプニーの見立てでは初期の墓守らしい。
この世界で言うところのいわゆる「普通の墓守」。何時も笑顔で受け答えをしながらも感情の類を持たず、腕力も強い。生者からの「質問・検索」時には機械的な応対になるが、その一方で「傷持ち」の名を大切にし、アイを見て「墓守の機能を越えたい」と願うなど、一般の墓守からは多少ズレた面もある。
同じ容姿を持つ別の墓守は、「ハートストーン一家（ファミリー）」と墓守大全に掲載されている（もちろん傷はないが）。
第2巻（テレビアニメ版第6話）でセリカの声に導かれ、墓守でありながら人の母となった。死者の存在しないオスティアでも自我を保っており、単なる墓守の身からはブレイクスルーを果たしつつある。
セリカ・ヘクマティカ
声 - 原紗友里
第2巻（テレビアニメ版第6話）で初登場。ウッラの双子の姉であるが、母イマラの出産直後に胎盤や羊水ごと自身の時間を停止させたため、赤子の状態のままである。
スカーの来訪を受けて時間が動き始めた以降は、空腹以外の理由で泣くこともなく豪胆に振る舞う。
異能は「死を拒絶する」力。世界最高クラスの「生きたい」という願いの強さがそのまま異能に反映されており、ウッラと直に触れ合っても死ぬことがない。
アリス・カラー
声 - 内山昂輝
第3巻（正確には第2巻最終ページ、テレビアニメ版第6話）で初登場。15歳の少年。第4巻にて16歳となる。アイが入学する1週間前にゴーラ学園へ転入しており、アイとはそこで出会った。
オスティア少年少女学校では三年四組の生徒であるが、そこは封印された世界に存在するため、15歳の姿のまま14年間も生きている。ただし少なくとも3回は死んでおり、その度に15歳時点の記憶にリセットされている。
異能は狙った場所へ物を飛ばす「拳銃喰らい（ブザービーター）」。初めて出場させてもらったバスケットボールの試合で、1点差で負けていた試合終了1秒前に、20メートル先にあるゴールにボールを投げ入れたことで異能が顕現した。そのため、本質は狙うものではなく確率操作であり、あらゆる可能性を攻撃や防御に用いることができるという、非常に強力な異能である。
封印世界の崩壊時、アイに助けられたときから彼女に好意を抱いていたことが第9巻にて明かされた。
ディー・エンジー・ストラトミットス
声 - 喜多村英梨
第3巻で初登場（同上）。アリスと行動を共にする少女。「幽霊」を名乗り、物体に干渉せずすり抜けるが、その名に反して怪談の類は苦手。囁きにより様々な事態を起こしており、「西方の魔女」の名で恐れられる。
アイとはゴーラ学園で出会ったが、その前から幽霊の力でアイを観察していた。
オスティア少年少女学校では三年四組の生徒であるが、アリスと同じ理由から15歳の姿のまま14年間も生きている。
アリスのことが好きだが、自分では彼を幸せにできないと思い、あまり表に出せずにいる。恋愛沙汰でアイをからかっているときも、心の底では傷ついている様子。

### 第1巻の登場人物
ヨーキ
声 - 野島裕史
アイの面倒を見ている青年。立ち位置としてはアイの義父に相当する。アンナとは夫婦の仲。
「村」唯一の生者（テレビアニメ版では死者）。他の生者を食い物にして成立する村の悪性と、それがアイを利用して維持されている現状を憂いている。
襲撃時にハンプニーからは見逃されているが、アンナの後を追って自殺。死体はアンナと同じ墓に埋葬された。
アンナ
声 - 渡辺明乃
アイの面倒を見ている女性。立ち位置としてはアイの義母に相当する。ヨーキとは夫婦の仲。
死者ゆえの腐臭を誤魔化すため、香水を常用している。ヨーキ同様真っ当な感性を持ち、「村」から離れさせることがアイのためになるのではないかと考えていた。
ハンプニーの襲撃により頭部を撃ち抜かれ、死体はヨーキと同じ墓に埋葬された。
ユート
声 - 丸山詠二
アイと親しかった農夫。農具を造る鍛冶屋。アイによれば無骨だが、その声はどこか優しさを感じさせるものだったという。
死者ゆえにわがままになっていることがうかがえるが、身を挺してアイを庇う姿勢はハンプニーに賞賛されている。
ハンプニーの襲撃により右脳が飛び出る負傷を負い、アイを庇いながら頭部を撃ち抜かれる。死体は燃やされ、遺灰はアイによって埋葬された。
ヒコーツ
声 - 吉野裕行
「天国」を目指している死者たちのリーダー。ハンプニーの見立てでは生前から既に殺人衝動持ちの上、脳の腐敗が相当に進行しているため、言動は破綻している。
ハンプニーの死者を許さない姿勢に「美化した自己」を投影しており、何の根拠もなく「自分ならハンプニーを殺せる」と豪語していた。一応、ハンプニーの願いを聞いて錯乱したり、「天国」の崩壊を告げられて絶望できる程度には人間性が残っていたらしい。
集団の半数がハンプニーの自爆で殲滅し、残りもアイとユリーに掃討された。

### 死霊都市・オルタス
キリコ・ズブレスカ
声 - 柿原徹也
アイたちが荒野で見つけた車の中で、袋の中に入っていた少年。オルタスの住民。オルタスの姫であるウッラに仕える。
死者のみが住人であるオルタスの在住でありながら、アイやスカーからは「生者」と判定される特異な存在。オルタスで使い走りの仕事を請け負っている。正体は「欠落五芒星（ラップスタ）」の5人のパーツを組み合わせて誕生した「生きている死者」であり、通常通り新陳代謝も行うのでほとんど生者と変わりがなく、墓守すらキリコを生者であると誤認する。その一方、厳密な分類としては「死者」なので、ウッラの異能を受けても死亡しない。墓守の埋葬を回避できる性質を生かし、主にオルタスの外周りを担当している。
いつしか形骸化したウッラへの偽装を今もなお続けている主犯格。当初は自我が希薄で命じられるままにそれを実行していたが、ウッラと触れ合う中で恋心が芽生えていき、破綻を恐れて生者と死者の定義が逆転している状態を継続するしかなくなった。
強攻（レックス）
声 - 浜田賢二
「欠落五芒星」の1人。オルタス門・特別外務官。左半身しかない男性の死者。
キリコには自分たち5人から独立して欲しいと願っている。オルタス上層部の命でキリコにウッラを騙すよう指示した張本人。
悪疫（ポックス）
声 - 森なな子
「欠落五芒星」の1人。オルタス城近衛隊・副隊長。左右の半身しかない女性の死者。
強攻と現れた際は右半身、紅雪と現れた際は左半身に位置が変わっており、2か所に身体を分けて存在している様子。
紅雪（ディーヴァ）
声 - 柚木涼香
「欠落五芒星」の1人。オルタス御殿医。右半身しかない女性の死者。
己の狂気にまみれた「本音」を自覚しているが、一度解放すれば縁者ごと確実に破滅するものと客観的な評価を下している。
故国（オリアス）
「欠落五芒星」の1人。男性の死者だが、首から下半分は節倹の肉体。地の文では「女男」と表記される。
妻を匿う場所を探していたユリーと親交を持った経緯がある。
節倹（ヴェルエラ）
「欠落五芒星」の1人。女性の死者だが、首から下半分は故国の肉体。地の文では「男女」と表記される。
ケラ・ヴェラ
声 - 岡田恵
学生寮の管理者兼料理人。味覚の鈍化した死者にも関わらず、料理の腕は高い。
ウッラの食事を用意する関係上、オルタスの人間としては比較的生者との接し方を把握している部類に入る。
シャッド・ワルズ（ライオン面の少年）
声 - 木村良平
オルタス在住の仮面職人。ライオンの面を被っており、アイからは「ライオンさん」と呼ばれている。素面を晒すことはないが、相手から見た仮面の微妙な陰影で感情を表現する。
口は悪いが何かと面倒見が良く、オルタスの勝手を知らないアイの世話を焼いていた。ウッラが不自由な現状を維持しているキリコとは反りが合わない。
9年前にオルタスに捨てられ、1年前の15歳の年齢でウッラと直に対面して死者となった。その際に異能のからくりは理解したが、キリコの偽装までは看破できていない。
ウッラ・エウレウス・ヘクマティカ
声 - 小松未可子
オルタスの姫。通称「コロシオハケ」。行政上の実権は無いが民衆から絶大な支持を得ており、アイは「本当の意味での権力を持っている」と評した。
普段は眼と肌を革紐で封じられ、会話も口頭ではなく筆談で行っている。異能の性質が剣呑極まるだけで年相応の精神であり、ごく普通の少女に過ぎない。
異能は「五感で接触した生者を即死させる」力。ウッラの肌に触れれば死に、視界に映れば死に、声を耳にすれば死ぬというこの力は、彼女自身の願いに由来するものではなく、母イマラの「全ての生者に死を」という願いを肯定したことで発現した異能である。
オルタス唯一の生者。オルタス首脳陣の意図によるキリコの偽装で、自身の異能は「死者に自身を生者だと誤認させる」ものではないかと思っていた。自身が「見た」人間に何か及ぼすことは察しており、それはキリコたちが必死に隠していることだとも感じていたが、死にゆく人々の解放された表情を見てそれ以上は追及せずに留めていた。アイと経緯が酷似していながら、世界の存り方を肯定したかしないかが大きく異なっている。
アイ達がオルタスから出て行ったあとの内部抗争の際に銃弾を受け、死亡していたことが第9巻にて明かされた。
セリカ・ヘクマティカ
#主要人物を参照。

### ゴーラ学園
ゲーデンバーグ姉妹以外は、アイ達とともにゴーラ学園を脱走した（テレビアニメ版では、ゲーデンバーグ姉妹も含めて全員が脱走した）。
ターニャ・スウェッジウッド
声 - 今井麻美
第3巻で初登場。ゴーラ学園Qクラスの女生徒でQクラスの委員長。
生まれつきで視力が全くない。異能は景色や人の心を音で感じる「零里眼」。
ルン・サジタリウス
声 - 高橋未奈美
ゴーラ学園Qクラスの女生徒。青髮少女。異能は「水中呼吸」。
ヴォルラス・ファーレン
声 - 原紗友里
ゴーラ学園Qクラスの女生徒。死体調整師見習いのメガネ少女。異能は「超握力」。
ハーディ
声 - 河西健吾
ゴーラ学園Qクラスの男生徒。ヴォルラスの恋人。異能は無機物を栄養として摂取できる「泥喰い」。
ミミータ・ゲーデンバーグ、メメポ・ゲーデンバーグ
声 - 加隈亜衣
ゴーラ学園Qクラスの女生徒。貴族の娘の双子。本来は三つ子だったが、三女のモンモランシー・ゲーテンバーグが死者となって埋葬されたことで、2人の身体を3人で共有する異能「1.5重人格」の持ち主となった。
ギーギー・トートギー
声 - 小岩井ことり
ゴーラ学園Qクラスの男生徒。22歳の男性。異能は「冬眠」。10年間の冬眠を経て発見されたため、外見は12歳程度にしか見えない。
マギータ
声 - 慶長佑香
ゴーラ学園の女教師。

### 世界塔（ザ・タワー）
ラキ・シエロ
世界塔の6階にいた、墓守を倒し続けていた死者。

### 封印都市オスティア
アリス・カラー
#主要人物を参照。
ディー・エンジー・ストラトミットス
#主要人物を参照。
ムー
声 - 山本希望
オスティア少年少女学校の三年四組の生徒。
メンヒム
声 - 古川慎
オスティア少年少女学校の三年四組の生徒。
ジジ
声 - 小岩井ことり
オスティア少年少女学校の三年四組の生徒。
ケイト・アン
声 - 慶長佑香
オスティア少年少女学校の三年四組の生徒。
スフィア
声 - 原紗友里
オスティア少年少女学校の三年四組の生徒。
パロット
声 - 寺島惇太
オスティア少年少女学校の三年四組の生徒。
クエスティン
声 - 河西健吾
オスティア少年少女学校の三年四組の生徒。
テッセリック
声 - 山下誠一郎
オスティア少年少女学校の三年四組の生徒。
ベンドー・グラム
オスティアの市長。
イソラ・エドワーズ
シバ・エドワーズとレテ・エドワーズの娘。15歳。
13年前に封印都市オスティアへ入ったが、その後に不治の病に侵されていることが発覚する。アイと同じく封印世界の秘密に自力で辿り着いたが、世界の破壊を拒んだ。封印世界が消えた際に現実世界へ帰還せず、黒面の向こうに異世界（15年前と同じ世界）を作り上げた。

### 異能者
マキア・エレクトス
傷だらけの両手に包帯を巻いた男。通称「破壊拳（ブロークンフィスト）」。
右手の拳撃で世界塔を震わせるほどの力を持つ。ディーに国や家族を滅ぼされており、ディーへ復讐心を募らせている。第6巻での魔女裁判では陪審員を務める。
塵（ダストビリーバー）
紅の貴婦人。真っ赤なドレスを着込んでおり、自身の白骨が透けるまでに燃え上がらせる、強力な炎の力を持つ。第6巻での魔女裁判では陪審員を務める。オルタスの独立大使。
ノイレフェーン
浮遊する少年。光輪をまとって浮かび、地の文では「天使」と表記される。光柱を操り、高い戦闘力を有する。第6巻での魔女裁判では陪審員を務める。フェルミゴーラの貴族。

### 魔女旅団（カヴン）
マダム・エクスプレス・レギオンズ・ヘイヴ
魔女裁判の告発人。本名不明。魔女裁判を手段とし、大規模な奇跡を潰す活動を行っている。
自分の持ち物を全て自己だと認識でき、弾丸特急、裁判所も彼女自身である。魔女裁判では、メイド服を着た仄白い銀髪を有した8歳ほどの少女の外見で現れる。
ショーン・サリバン
魔女裁判の裁判長を務める男。やる気のない態度を取る。飲酒で酔っ払っている。

### その他
ナイン・サイカヴァッティ
黒面の向こうからやって来た少女。名前が“ない”ため、アイが「ナイン」と名付けた。
正体は“大魔女”ウラード・エル・サイカヴァッティの娘。かつてのアイと同じく世界を救う夢を持ち、それを行えるよう「万能」の力を持つ。

## 設定
世界背景
現代の延長上の近未来。本編が始まる15年前を境に、人は死ぬことができなくなり、新たに人間の子供が生まれてくることもなくなった。そして何処からともなく死者を埋めるために墓守が現れはじめ、心底から願ったことが「異能」という形で叶えられるようになった。
死者
死亡したが、死体となってそれでも活動している存在。世界全体では疫病の流行により2億ほどの人口が存在し、総体で見れば少数派になる。
死者は生前の記憶・人格を保ったまま蘇り、しばらくは生前と変わりない状態だが、身体が「生命活動を停止した死体」であること自体は変わっておらず、時間経過と共にその肉体は腐敗していく。この腐敗は脳も例外とはならないため、前頭葉を初めとした理性を司る外部から徐々に機能が低下していき、次第に死者は生存本能ばかりが肥大した「わがまま」な状態となってしまう。
生者と同じく脳に活動を依存しているため、頭部を破壊されれば物理的に動けなくなるが、墓守に埋葬されるまで本当の意味で死ぬことはない。
墓守
美しい外見をした人型の存在。共通して死者を埋めるためのショベルを携帯している。
死者を埋めることを最大の行動理念としており、原則的には死者の意思を問わず強制的に埋葬を行う。総数は不明だが、ハンプニーが「ハエよりも節操なく湧いてくる」と評したように、雷を伴って虚空から同じ顔の墓守が大量に出現することが確認されている。
異能
本当に心の底から強く「願う」ことで、世界の住人に「願いを叶える」ような形で発現する力。代表例としてはハンプニーの不死性やウッラの殺界、アリスの確率操作など。
この世界では「本心の願い」は叶うとされており、裏を返せば叶っていない「願い」は本心ではない、ということになる。しかし、中にはどれだけ本心で願っていても叶えてもらえない人もいる。

## 地名
死者の谷（ネクロポリス）
第1巻の舞台。アイが育った谷間にある名も無き村、原初の墓守アルファ主導のもとで作られた、生者と死者が共存する「天国」。
当初は不全なく機能していたが、4年前のアルファ死亡と共にシステムは崩壊。アイの存在で墓守の定期巡回を回避し、来訪者を襲って存続させていた。最終的には通りかかったハンプニーに手を出したことで反撃され、壊滅。47名の村人全てがアイの手で埋葬された。
死霊都市・オルタス
第2巻の舞台。死者人口120万を数える世界最大の死霊都市。行き場を無くした死者たちが流れ着き、集まって作られた。
死者には寛容だが、原則的に生者を受け入れない。一時的な滞在ならともかく、定住するためには必然的に死者となる必要がある。そのため、ここでは墓守は自分たちの終わらない日常を壊す忌まわしい存在と見なされており、訪れた数多くの墓守が全て殺されている。
ゴーラ学園
第3巻の舞台。
異能力者を保護し教育を受けさせる施設。しかしその裏には……
世界塔（ザ・タワー）
第4巻の舞台。
時として神さまに願っても願いを叶えてくれない場合がある。そんな人たちの願いを叶えてくれるという塔。
アニメ版では大幅にカットされ、塔自体無かったことにされている。
封印都市オスティア
第5巻以降の舞台。
その都市は永遠と同じ時を繰り返している。外から入ることはできるが、中から出ることは叶わない。

## 評価
第21回ファンタジア大賞にて大賞を受賞した（受賞時のタイトルは「日曜の人達」）。同賞で審査員を務めた賀東招二、鏡貴也、四季童子は本作を以下のように評している。

## 既刊一覧

### 小説

#### 富士見ファンタジア文庫版
- 入江君人（著）・茨乃（イラスト） 『神さまのいない日曜日』 富士見書房→KADOKAWA〈富士見ファンタジア文庫〉、全9巻
  1. 2010年1月25日初版発行（1月20日発売[8]）、ISBN 978-4-8291-3477-1
  2. 2010年5月25日初版発行（5月20日発売[9]）、ISBN 978-4-8291-3521-1
  3. 2010年10月25日初版発行（10月20日発売[10]）、ISBN 978-4-8291-3579-2
  4. 2011年2月25日初版発行（2月19日発売[11]）、ISBN 978-4-8291-3612-6
  5. 2011年6月25日初版発行（6月18日発売[12]）、ISBN 978-4-8291-3649-2
  6. 2011年11月19日初版発行（11月19日発売[13]）、ISBN 978-4-8291-3699-7
  7. 2012年4月20日初版発行（4月20日発売[14]）、ISBN 978-4-8291-3738-3
  8. 2013年7月20日初版発行（7月20日発売[15]）、ISBN 978-4-8291-3912-7
  9. 2014年5月25日初版発行（5月20日発売[16]）、ISBN 978-4-04-070110-3

#### 角川文庫版
- 入江君人（著）・isuZu（イラスト）、角川書店〈角川文庫〉、既刊3巻（2013年7月25日現在）
  - 『神さまのいない日曜日 墓守の少女』、2013年5月25日発売[17]、ISBN 978-4-04-100841-6
  - 『神さまのいない日曜日II 死者の国』、2013年5月25日発売[18]、ISBN 978-4-04-100842-3
  - 『神さまのいない日曜日III 生者の学園』、2013年7月25日発売[19]、ISBN 978-4-04-100916-1

### 漫画
第1巻 - 第3巻はハンプニーの死まで（原作の第1巻まで）が描かれ、第4巻はそれぞれの登場人物の過去を描いた追憶編となっている。
- 入江君人（原作）・茨乃（キャラクター原案）・肋兵器（作画） 『神さまのいない日曜日』 富士見書房〈ドラゴンコミックスエイジ〉、全4巻
  1. 2011年6月9日初版発行（6月7日発売[20]）、ISBN 978-4-0471-2728-9
  2. 2012年4月9日初版発行（4月5日発売[21]）、ISBN 978-4-0471-2779-1
  3. 2012年11月8日初版発行（11月7日発売[22]）、ISBN 978-4-0471-2837-8
  4. 2013年8月9日初版発行（同日発売[23]）、ISBN 978-4-0471-2888-0

### ドラマCD
2010年12月29日、マリン・エンタテインメントより発売。商品番号 MMCC-4236

## テレビアニメ
2012年10月にテレビアニメ化が発表され、2013年7月から同年9月まで放送された。
監督を熊澤祐嗣、キャラクターデザインを宮前真一、音響監督を本山哲、そしてアニメーション制作をMADHOUSEが担当するなど、2012年に放送された『織田信奈の野望』のメインスタッフが名を連ねている。

### スタッフ
- 原作 - 入江君人（ファンタジア文庫 富士見書房刊）[3]
- 原作イラスト - 茨乃[3]
- 監督 - 熊澤祐嗣[3]
- シリーズ構成 - 金春智子[3]
- キャラクターデザイン・総作画監督 - 宮前真一[3]
- プロップデザイン - 中野涼子[3]
- 美術設定 - 金平和茂[3]
- 美術監督 - 清水順子[3]
- 色彩設計 - 大野春恵[3]
- 3D監督 - 籔田修平[3]
- 撮影監督 - 川下裕樹[3]
- 編集 - 木村佳史子[3]
- 音響監督 - 本山哲[3]
- 音楽 - 水谷広実[3]
- 音楽制作 - スターチャイルドレコード[3]
- プロデューサー - 中野真弓[3]、山中隆弘[3]
- アニメーションプロデューサー - 橋本健太郎[3]
- チーフアニメーションプロデューサー - 豊田智紀
- アニメーション制作 - MADHOUSE
- 製作 - 神ない製作委員会[3]

### 主題歌
オープニングテーマ「Birth」
作詞・作曲 - 山口朗彦 / 編曲 - 河合英嗣 / ストリングス・コーラスアレンジ - 菊谷知樹 / 歌 - 喜多村英梨
エンディングテーマ「終わらないメロディーを歌いだしました。」
作詞・作曲・編曲 - ナカムラヒロシ / 歌 - 小松未可子
第6話ではオフヴォーカルバージョンが使用された。

### 各話リスト
| 話数                    | サブタイトル       | サブタイトル       | 脚本       | 絵コンテ          | 演出       | 作画監督                        | 総作画監督 |
| ----------------------- | ------------------ | ------------------ | ---------- | ----------------- | ---------- | ------------------------------- | ---------- |
| 第1話                   | 死の谷 I           | 死の谷 I           | 金春智子   | 熊澤祐嗣          | 村岡朋美   | 宮前真一                        | -          |
| 第2話                   | 死の谷 II          | 死の谷 II          | 金春智子   | 熊澤祐嗣          | 佐々木純人 | 小畑賢                          | 宮前真一   |
| 第3話                   | 死の谷 III         | 死の谷 III         | 金春智子   | 岩崎太郎 熊澤祐嗣 | 橋本太郎   | 香月邦夫                        | 宮前真一   |
| 第4話                   | オルタス I         | オルタス I         | 金春智子   | 籔田修平          | 柳瀬雄之   | 金容植                          | 宮前真一   |
| 第5話                   | オルタス II        | オルタス II        | 金春智子   | 政木伸一          | 政木伸一   | 鈴木奈都子                      | 宮前真一   |
| 第6話                   | オルタス III       | オルタス III       | 金春智子   | 村岡朋美          | 村岡朋美   | 玉木李枝                        | 宮前真一   |
| 第7話                   | ゴーラ学園 I       | ゴーラ学園 I       | 金春智子   | ところともかず    | 佐々木純人 | 小畑賢                          | -          |
| 第8話                   | ゴーラ学園 II      | ゴーラ学園 II      | 金春智子   | 籔田修平          | 中津環     | 韓正履、趙瑛來 香月邦夫、河田泉 | 宮前真一   |
| 第9話                   | 墓守が生まれる場所 | 墓守が生まれる場所 | 金春智子   | 籔田修平          | 宮崎修治   | 金容植                          | 宮前真一   |
| 第10話                  | 三年四組 I         | 三年四組 I         | 金春智子   | 政木伸一          | 政木伸一   | 鈴木奈都子                      | 宮前真一   |
| 第11話                  | 三年四組 II        | 三年四組 II        | 金春智子   | 市村徹夫          | 村岡朋美   | 東亮太、玉木李枝                | 宮前真一   |
| 第12話                  | 三年四組 III       | 三年四組 III       | 金春智子   | 熊澤祐嗣          | 松村政輝   | 韓正履、趙瑛來 宮前真一         | 宮前真一   |
| 第13話 （テレビ未放送） | 記憶               | episode1           | 橋本健太郎 | 迫井政行          | 村岡朋美   | 玉木李枝                        | 宮前真一   |
| 第13話 （テレビ未放送） | 記憶               | episode2           | 橋本健太郎 | 籔田修平          | 籔田修平   | 韓正履                          | 宮前真一   |
| 第13話 （テレビ未放送） | 記憶               | episode3           | 橋本健太郎 | 熊澤祐嗣          | 村岡朋美   | 宮前真一                        | -          |

### 放送局
| 放送地域 | 放送局     | 放送期間                | 放送日時                     | 放送系列                                | 備考                                                           |
| -------- | ---------- | ----------------------- | ---------------------------- | --------------------------------------- | -------------------------------------------------------------- |
| 東京都   | TOKYO MX   | 2013年7月7日 - 9月22日  | 日曜 1:30 - 2:00（土曜深夜） | 独立局                                  |                                                                |
| 埼玉県   | テレ玉     | 2013年7月8日 - 9月23日  | 月曜 1:00 - 1:30（日曜深夜） | 独立局                                  |                                                                |
| 千葉県   | チバテレビ | 2013年7月8日 - 9月23日  | 月曜 1:00 - 1:30（日曜深夜） | 独立局                                  |                                                                |
| 神奈川県 | tvk        | 2013年7月8日 - 9月23日  | 月曜 1:00 - 1:30（日曜深夜） | 独立局                                  |                                                                |
| 兵庫県   | サンテレビ | 2013年7月9日 - 9月24日  | 火曜 0:30 - 1:00（月曜深夜） | 独立局                                  |                                                                |
| 京都府   | KBS京都    | 2013年7月9日 - 9月24日  | 火曜 1:00 - 1:30（月曜深夜） | 独立局                                  |                                                                |
| 日本全域 | AT-X       | 2013年7月9日 - 9月24日  | 火曜 20:00 - 20:30           | CS放送                                  | リピート放送あり                                               |
| 愛知県   | テレビ愛知 | 2013年7月10日 - 9月25日 | 水曜 3:05 - 3:35（火曜深夜） | テレビ東京系列                          |                                                                |
| 韓国全域 | ANIPLUS    | 2013年7月10日 - 9月25日 | 水曜 23:30 - 木曜 0:00       | CS放送 IP放送 ケーブルテレビ ネット配信 | 19歳以上視聴可で放送 韓国語字幕あり ダウンロードサービス未提供 |
| 日本全域 | BS11       | 2013年7月12日 - 9月27日 | 金曜 23:00 - 23:30           | BS放送                                  | ANIME+枠                                                       |

| 放送地域 | 放送局             | 放送期間                 | 放送日時           | 放送系列   | 備考                             |
| -------- | ------------------ | ------------------------ | ------------------ | ---------- | -------------------------------- |
| 日本全域 | dアニメストア      | 2013年7月10日 - 9月25日  | 水曜 12:00 更新    | ネット配信 | 見放題サービス利用者は全話見放題 |
| 日本全域 | ニコニコ生放送     | 2013年7月10日 - 9月25日  | 水曜 23:00 - 23:30 | ネット配信 | [ 注 7 ]                         |
| 日本全域 | バンダイチャンネル | 2013年7月26日 - 10月11日 | 金曜 12:00 更新    | ネット配信 |                                  |
| 日本全域 | ニコニコチャンネル | 2013年7月26日 - 10月11日 | 金曜 12:00 更新    | ネット配信 | 無料期間なし                     |

### BD / DVD
| 巻 | 発売日         | 収録話                                      | 収録話             | 規格品番   | 規格品番  |
| 巻 | 発売日         | BD                                          | DVD                | BD         | DVD       |
| -- | -------------- | ------------------------------------------- | ------------------ | ---------- | --------- |
| 1  | 2013年9月25日  | 死の谷 第1話 - 第3話                        | I 第1話 - 第2話    | KIXA-90357 | KIBA-2047 |
| 2  | 2013年10月23日 | オルタス 第4話 - 第6話                      | II 第3話 - 第4話   | KIXA-90358 | KIBA-2048 |
| 3  | 2013年11月27日 | ゴーラ学園 墓守が生まれる場所 第7話 - 第9話 | III 第5話 - 第6話  | KIXA-90359 | KIBA-2049 |
| 4  | 2013年12月25日 | 三年四組 I II 第10話 - 第11話               | IV 第7話 - 第8話   | KIXA-90360 | KIBA-2050 |
| 5  | 2014年2月5日   | 三年四組 III 記憶 第12話 - 第13話           | V 第9話 - 第10話   | KIXA-90361 | KIBA-2051 |
| 6  | 2014年2月26日  | -                                           | VI 第11話 - 第13話 | -          | KIBA-2052 |

DVD第4巻は映像特典が収録されていない不具合が生じたため、交換に応じている。

### CD
| 発売日        | タイトル                                        | 規格品番  |
| ------------- | ----------------------------------------------- | --------- |
| 2013年9月25日 | 神さまのいない日曜日 オリジナルサウンドトラック | KICA-3217 |

### Webラジオ
『神ないラジオ 紗友里と亜衣の日曜日』のタイトルで、2013年6月30日から2013年12月29日までHiBiKi Radio Stationにて配信された。毎週日曜日更新。出演はヴォルラス・ファーレン役の原紗友里とミミータ・ゲーデンバーグ役およびメメポ・ゲーデンバーグ役の加隈亜衣。

### モバイルゲーム
NECビッグローブのスマートフォン向けアプリのカードコレクションゲーム『嫁コレ』に参加している。